# Alain Digbeu
Alain Digbeu (Mâcon, Saône-et-Loire, 13 de noviembre de 1975) es un exjugador de baloncesto francés. Con 1.98 de estatura, ocupaba la posición de alero. Su hermana Jennifer Digbeu y su hijo Tom Digbeu también  son jugadores de baloncesto.

## Trayectoria deportiva
- ASVEL Lyon-Villeurbanne (1993-1999)
- FC Barcelona (1999-2002)
- Real Madrid (2002-2003)
- Joventut Badalona (2003-2004)
- Pallacanestro Varese (2004-2005)
- CB Lucentum Alicante (2005-2006)
- Fortitudo Bologna (2006-2007)
- CB Lucentum Alicante (2007-2008)
- EK Kavala (2008-2009)
- Pau Orthez (2008-2009)
- Strasbourg IG (2009-2010)

## Palmarés
- ACB

FC Barcelona (2001).
- Copa de Francia

ASVEL Lyon-Villeurbanne 1996, 1997
- Copa del Rey

FC Barcelona (2001).

## Selección de Francia
Disputó el Eurobasket 1999, Eurobasket 2001 y  el Eurobasket 2003.